# Cymatogaster aggregata
De glinsterende brandingbaars (Cymatogaster aggregata) is een straalvinnige vissensoort uit de familie van brandingbaarzen (Embiotocidae). De wetenschappelijke naam van de soort is voor het eerst geldig gepubliceerd in 1854 door Gibbons.